# Cuphea campestris
Cuphea campestris là một loài thực vật có hoa trong họ Lythraceae. Loài này được Mart. ex Koehne mô tả khoa học đầu tiên năm 1877.